# MTV Millennial Awards 2014
MTV Millennial Awards 2014 foi realizada em 12 de agosto de 2014 no Pepsi Center na Cidade do México. A cerimônia é organizada e transmitida pela MTV Latinoamerica. Foi apresentado pela cantora mexicana Eiza González. A premiação foi transmitida no dia 17 de agosto de 2014 através da MTV Latinoamerica.

## Performances
| Artista(s)                                      | Música(s)                                                 |
| ----------------------------------------------- | --------------------------------------------------------- |
| Ximena Sariñana                                 | "Sin ti no puedo estar mal"                               |
| Danna Paola feat. Javiera Mena & Liliana Saumet | "Agüita"                                                  |
| Illya Kuryaki and the Valderramas               | "Ula Ula & Coolo"                                         |
| Hello Seahorse!                                 | "La flotadera"                                            |
| Twenty One Pilots                               | "Holding On To You"                                       |
| Capital Cities                                  | "Safe and sound"                                          |
| The Ting Tings                                  | "Wrong Club & Shut Up and Let Me Go"                      |
| Panda                                           | "Saludos desde Turquía & Disculpa los malos pensamientos" |

## Indiciados e Vencedores
Abaixo a lista de indicados, os vencedores estão em negrito:

### #EPICFAIL
- Cristian Castro y el Saiote
- Jennifer Lawrence cai de novo no Óscar
- Harry Styles correndo para o banheiro
- 5 Seconds of Summer

### Estrela latina no Instagram
- Belinda
- Brenda Asnicar
- Dulce María
- Maluma

### Estrela global no Instagram
- Harry Styles
- Ian Somerhalder
- Justin Bieber
- Miley Cyrus

### Filme mais épico do ano
- A culpa é das estrelas
- Divergente
- Jogos Vorazes: Em Chamas
- X-Men: Dias de Um Futuro Esquecido

### Millennial + hot
- Alex Speitzer
- Diego Boneta
- Maluma
- Mario Bautista[12]

### Millennial + sexy
- Belinda
- Brenda Asnicar
- Eiza González
- Yuya

### Jogo do ano
- The Last of Us
- Grand Theft Auto V
- Just Dance 2014
- Mario Kart 8

### Hit do ano
- Ariana Grande feat. Iggy Azalea - Problem
- Lorde - Royals
- Paramore – Ain't It Fun
- Pharrell Williams - Happy

### Vídeo latino do ano
- Babasónicos - La lanza
- Calle 13 - Adentro
- Danna Paola - Agüita
- Zoé - Arrullo de estrellas

### Artista do ano - México
- Zoé
- Carla Morrison
- Paty Cantú
- Panda

### Artista do ano - Colômbia
- Alkilados
- Don Tetto
- J Balvin
- Maluma

### Artista do ano - Argentina
- Abel Pintos
- Axel
- Babasónicos
- Tan Biónica

### Twitteiro mexicano do ano
- Anahí
- Dulce María
- La Dra
- Yuya

### Twitteiro colombiano do ano
- James Rodríguez
- Juan Pablo Jaramillo
- Sebastián Villalobos
- Shakira

### Twitteiro argentino do ano
- Lali
- Luisana Lopilato
- Julian Serrano
- Sergio "Kun" Agüero

### DJ do ano
- Avicii
- Calvin Harris
- Martin Garrix
- Skrillex

### Ícone digital do ano
- Hola Soy Germán
- Werevertumorro
- Yuya
- Caelike
- ElrubiusOMG

### Vício digital do ano
- Instagram
- Trivia crack / Preguntados
- Twitter
- Whatsapp

### Vídeo viral do ano
- Peter la Anguila y los Pichy Boys – El ritmo pakatum
- Si ya saben cómo me pongo
- What does the fox say?
- «Wrecking Ball», versão Chatroulette

### Agente de cambio
- Alfonso Herrera

## Ligações Externas
- «Sitio oficial». millennial.mtvla.com